# Temmie Ovwasa
Temmie Ovwasa (Ilorin, 29 de novembro de 1996), popularmente conhecida como YBNL princess, é uma cantora, compositora, multi-instrumentista, poeta, artista visual, ativista e feminista queer nigeriana. Lésbica declarada, é conhecida por ter lançado, em 2020, o primeiro álbum com temática abertamente gay da Nigéria.
Em agosto de 2015, assinou com a gravadora YBNL Nation, uma das 10 maiores do país, e se tornou a primeira mulher entre seu quadro de artistas. Lançou seu primeiro single em 2016, ano em que foi indicada ao prêmio Top Naija Music, na categoria "artista do ano". Desvinculou-se em 2020, devido a um desentendimento com o proprietário. Escreveu mais de 300 músicas.

## Biografia

### Primeiros anos
Ovwasa nasceu em Ilorin, em 20 de novembro de 1996. Obteve educação básica nas Grace Christian Schools e cursou o ensino médio no Dalex Royal College, ambos em Ilorin, Kwara. Graduou-se em "anatomia médica" na Ladoke Akintola University of Technology (LAUTECH).

### Carreira
Começou a cantar aos 8 anos, época em que escreveu sua primeira música. No mesmo período, ingressou no coral da igreja que frequentava. Aos 12 anos, em virtude da habilidade musical demonstrada, sua mãe a presenteou com o primeiro violão, o qual aprendeu a tocar sozinha. Ovwasa toca ainda outros instrumentos, como teclado e tambor falante. Começou a ganhar projeção midiática em 2015, quando assinou contrato com a gravadora YBNL Nation, ocasião em que recebeu o apelido de YBNL princess. Deixou a YBNL após desentendimento com o dono da gravadora. Como compositora, Ovwasa escreveu mais de 300 músicas.

## Discografia

### Álbum
- E be like say dem swear for me (2020)[19][7]

### Singles
- Afefe (2016)[3]
- Jabole (2016)[3][14]
- Bamidele (2017)[15]
- Holy Water (2018)[15]
- Osunwemimo (2020)[4]
- Elejo wewe (2020)[4]

## Prêmios e indicações
| Ano  | Prêmio                 | Categoria      | Resultado | Ref.   |
| ---- | ---------------------- | -------------- | --------- | ------ |
| 2016 | Top Naija Music Awards | Artista do ano | Indicada  | [ 12 ] |